# باريس ثيودور
باريس ثيودور (بالإنجليزية: Paris Theodore)‏ هو مخترِع أمريكي، ولد في 9 يناير 1943 في نيويورك في الولايات المتحدة، وتوفي بنفس المكان في 16 نوفمبر 2006 بسبب تصلب متعدد.